# Cynorkis debilis
Cynorkis debilis là một loài thực vật có hoa trong họ Lan. Loài này được (Hook.f.) Summerh. mô tả khoa học đầu tiên năm 1933.